# 科拉奥恩
科拉奥恩（Koraon），是印度北方邦Allahabad县的一个城镇。总人口12137（2001年）。

## 人口
该地2001年总人口12137人，其中男性6451人，女性5686人；0—6岁人口2441人，其中男1279人，女1162人；识字率56.50%，其中男性为67.90%，女性为43.56%。